# Улдин
Улдин (лат. Uldin, умро 412. год) је био један од најмоћнијих хунских поглавара који су живели северно од Дунава у периоду који је претходио Атилином уздизању, а за време владавине источноримских (византијских) царева Аркадија (395—408) и Теодосија II (408—450). 
Улдин је прво постао познат међу Римљанима у децембру 400. године када је поразио одметнутог царског војсковођу Гота Гајну, одрубио му главу и послао је у Цариград Аркадију као поклон. Заузврат, цар му је послао богате дарове и понудио статус римског савезника. Шест година касније (406), Улдин је лично, заједно са својим савезницима Скирима, отишао у северну Италију и помогао западноримском војсковођи Стилихону да одбрани стари центар царства од готског краља Радагајста.
Улдин је 408 напао римске територије у Мезији, када је на хиљаде његових германских савезника погинуло или пало у римско заробљеништво. Улдинови најближи следбеници су због обећања и поклона пребегли на римску страну, а он сам је био приморан да се повуче. Преживеле Скире царске власти су населиле као колоне у Малој Азији.
Улдин је умро 412. године, а Хуни су се након тога поделили у три посебне групе.